# 古董核螺
古董核螺（学名：Trigonostoma antiquata），是新腹足目核螺科Trigonostoma属的一种。主要分布于台湾，常栖息在40-100m泥沙海底。